# Phố Munjeong-dong Rodeo
Phố Munjeong-dong Rodeo là một khu trung tâm mua sắm lớn ở Seoul, Hàn Quốc. Nơi đây bán nhiều loại quần áo khác nhau, một số loại có mức giá giảm đáng kể. Hầu hết các thương hiệu lớn của Hàn Quốc và nhiều thương hiệu quốc tế đều có cửa hàng ở đây. Do thiếu không gian đường phố, nhiều cửa hàng phải nằm ở tầng hầm, tầng 2 và tầng 3. Mọi người có thể lấy bản đồ chỉ dẫn vị trí của các cửa hàng tại văn phòng du lịch trên tuyến đường chính.

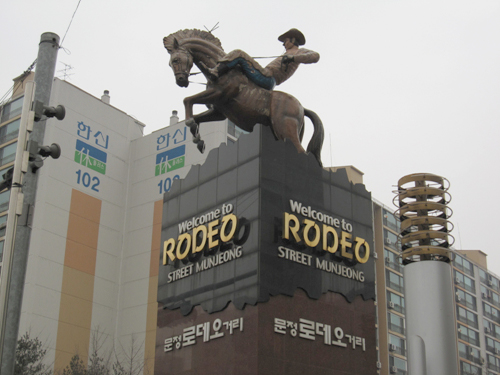

Có thể đến khu vực này bằng tàu điện ngầm Seoul: Đi lối thoát 1 ga Munjeong trên tuyến số 8.